# Nathanael Halbert
Nathanael „Nate“ Halbert (* 30. September 1995 in Nottingham, England) ist ein britischer Eishockeyspieler, der seit 2024 beim HKM Zvolen in der slowakischen Extraliga unter Vertrag steht.

## Karriere
Nathanael Halbert, der aus Nottingham stammt, begann seine Karriere als Eishockeyspieler in der kanadischen Provinz Ontario. Am Ende der Saison 2011/12 gewann er mit den Stouffville Spirit die Meisterschaft der Ontario Junior Hockey League (OJHL). Anschließend wechselte er in die Ligue de hockey junior majeur du Québec (LHJMQ), wo er für die Armada de Blainville-Boisbriand und Phoenix de Sherbrooke auflief. 2016 nahm er ein Studium an der McGill University in Montreal auf, währenddessen er für die dortige Universitätsmannschaft in der Division Ontario University Athletics von U Sports spielte. Nach dem Studium erhielt er einen Vertrag bei Rocket de Laval aus der American Hockey League (AHL). Dort konnte er sich jedoch nicht durchsetzen. So kehrte er 2021 in seine Heimat zurück, wo er zwei Jahre für die Coventry Blaze in der Elite Ice Hockey League (EIHL) spielte. 2023 wurde er in das Second All-Star Team der Liga gewählt. Anschließend wechselte er zum HC Innsbruck in die Österreichische Eishockey-Liga. 2024 zog er weiter zum HKM Zvolen in die slowakische Extraliga.

### International
Sein Debüt in der britischen Nationalmannschaft gab Halbert bei der Weltmeisterschaft 2023 in der Division I, als den Briten der Aufstieg in die Top-Division gelang und er selbst zum besten Spieler seiner Mannschaft gewählt wurde. Dort spielte er dann bei der Weltmeisterschaft 2024. Zudem vertrat er seine Farben bei der Olympiaqualifikation für die Winterspiele in Mailand 2026.

## Erfolge und Auszeichnungen
- 2012 Gewinn der Ontario Junior Hockey League mit den Stouffville Spirit
- 2023 Second All-Star Team der Elite Ice Hockey League
- 2023 Aufstieg in die Top-Division bei der Weltmeisterschaft der Division I, Gruppe A

## Statistik
(Stand: Ende der Saison 2023/24)